# Синхронное плавание на летних Олимпийских играх 2020
Соревнования в синхронном плавании на летних Олимпийских играх 2020 года прошли со 2 по 7 августа 2021 года в Токийском центре водных видов спорта. В данном виде соревнований принимали участие исключительно женщины. 104 спортсменки разыграли два комплекта медалей (в дуэтах и группах). Каждая страна могла быть представлена одной группой и одним дуэтом, но при этом количество спортсменок, имевших право выступить на Играх, было ограничено 8 синхронистками.

## Медали

### Общий зачёт
(Жирным выделено самое большое количество медалей в своей категории; принимающая страна также выделена)
| Общее количество медалей |         |        |         |        |       |
| Место                    | Страна  | Золото | Серебро | Бронза | Всего |
| 1                        | ОКР     | 2      | 0       | 0      | 2     |
| 2                        | Китай   | 0      | 2       | 0      | 2     |
| 3                        | Украина | 0      | 0       | 2      | 2     |
| Всего                    | Всего   | 2      | 2       | 2      | 6     |

### Медалисты
| Дисциплина | Золото | Серебро                                                                                                   | Бронза |
| Дуэты      | ОКР · Светлана Колесниченко · Светлана Ромашина | Китай · Хуан Сюэчэнь · Сунь Вэньянь                                                                       | Украина · Марта Федина · Анастасия Савчук |
| Группы     | ОКР · Влада Чигирёва · Марина Голядкина · Светлана Колесниченко · Полина Комар · Александра Пацкевич · Светлана Ромашина · Алла Шишкина · Мария Шурочкина | Китай · Фэн Юй · Го Ли · Хуан Сюэчэнь · Лян Синьпин · Сунь Вэньянь · Ван Цяньи · Сяо Яньнин · Инь Чэнсинь | Украина · Владислава Алексиева · Марина Алексиева · Марта Федина · Екатерина Резник · Анастасия Савчук · Ксения Сидоренко · Алина Шинкаренко · Елизавета Яхно |

## Место проведения
- Олимпийский центр водных видов спорта.